# 公元前15世纪国家领导人列表
公元前15世纪（前1500年—前1401年）世界各国领导人列表。

## 非洲

### 古埃及
- 新王國時期第十八王朝（列表）－

- 图特摩斯一世，法老，前1506年－前1493年
- 图特摩斯二世，法老，前1493年－前1479年
- 图特摩斯三世，法老，前1479年－前1425年
- 哈特谢普苏特，摄政，前1479年－前1458年
- 阿蒙霍特普二世，法老，前1425年－前1398年

## 西亚

### 亚述
- 古亚述时期

- 普祖尔亚述三世，国王（前1503年－前1479年）
- 恩利尔-纳西尔一世，国王（前1479年－前1466年，在位13年）
- 努尔-伊利，国王（前1466年－前1454年，在位12年）
- 亚述沙杜尼，国王（在位1个月）
- 亚述拉比一世，国王（前1454年）
- 亚述纳迪纳赫一世，国王（前1453年－前1435年）
- 恩利尔-纳西尔二世，国王（约前1420年－前1415年，短年表）
- 亚述尼拉里二世，国王（约前1414年－前1408年，短年表）
- 亚述贝尔尼谢舒，国王（约前1407年－前1399年，短年表）

### 巴比伦尼亚
- 海地王朝（实际上统治着南部的苏美尔地区，传统上称作巴比伦第二王朝）

- 伊亚·加米尔（Ea-gamil），国王（约前1460年）

- 加喜特王朝（巴比伦第三王朝）

- 阿贡二世，国王（约前1570年）
- 布尔那布里亚什一世，国王（ ？）
- Kashtiliash三世，国王（ ？）
- Ulamburiash，国王（ ？）
- 阿贡三世，国王（ ？）
- 卡拉因达什，国王（ ？）
- 卡达什曼·哈尔伯一世，国王（ ？）

### 埃兰
- 埃帕蒂德王朝

- Kutik-Matlat，苏卡马，约前1500年

- 吉蒂努埃德王朝

- Kidinu, 国王（前15世纪– ？）
- Inshushinak-Sunkir-Nappipir, 国王（ ？）
- Tan-Ruhuratir II, 国王（前15世纪– ？）
- Shalla, 国王（ ？）

### 赫梯
- 赫梯古王国

- 汉提里一世，国王（约前1526年 - 前1496年，短年表）
- 齐丹塔一世，国王（约前1496年 - 前1486年，短年表）
- 阿蒙纳，国王（约前1486年 - 前1466年，短年表）
- 胡齐亚一世，国王（约前1466年 - 前1461年，短年表）
- 铁列平，国王（约前1430年 - 前1400年，短年表）

- 赫梯中王国

- 阿鲁万纳，国王（ ？）
- 塔胡尔瓦伊里，国王（ ？）
- 汉提里二世，国王（约前1500年 - 前1450年，短年表）
- 齐丹塔二世，国王（ ？）
- 胡齐亚二世，国王（ ？）
- 穆瓦塔里一世，国王（ ？）

### 推罗
- Agenor，国王，约前1500年

### 米坦尼
- 基尔塔（约前1500年，短年表）
- 舒塔尔那一世
- 帕尔萨塔塔
- 萨乌什塔塔
- 阿尔塔塔马一世（约公元前1430年前后）

## 东亚

### 中国
- 商朝：

- 小甲，约前1504年－约前1487年
- 太戊，约前1487年－约前1413年
- 雍己，约前1413年－约前1401年
- 仲丁，约前1401年－约前1391年

- 古蜀：蠶叢、柏灌

## 欧洲

### 古希腊
雅典
- 克拉纳士，国王，前1506年 - 前1497年
- 安菲克堤翁，国王，前1497年 - 前1487年
- 厄里克托尼俄斯，国王，前1487年 - 前1437年
- 潘狄翁一世，国王，前1437年 - 前1397年